# 德爾維尤 (北卡羅萊納州)
德爾維尤（英語：Dellview）是一個位於美國北卡羅萊納州加斯頓縣的城鎮。

## 人口
根據2020年美國人口普查的數據，德爾維尤的面積為0.29平方千米，皆為陸地。當地共有人口6人，而人口密度為每平方千米21人。